# Академічне веслування на літніх Олімпійських іграх 2024 — двійки (жінки)
Змагання з академічного веслування в розпашних двійках без стернової серед жінок на літніх Олімпійських іграх 2024 у Парижі тривають з 28 липня до 2 серпня на Національному олімпійському морському стадіоні Іль-де-Франс у Вер-сюр-Марні. Змагаються 26 веслувальниць (13 двійок) з 13 країн.

## Розклад
Змагання тривають вісім днів. Вказано час початку сесії. Під час однієї сесії можуть відбуватися змагання в кількох різних дисциплінах. 
Вказано центральноєвропейський літній час (UTC+2)
| Дата                     | Час   | Раунд             |
| ------------------------ | ----- | ----------------- |
| Неділя, 28 липня 2024    | 10:30 | Попередні запливи |
| Понеділок, 29 липня 2024 | 10:30 | Втішні запливи    |
| Середа, 31 липня 2024    | 10:54 | Півфінали         |
| П'ятниця, 2 серпня 2024  | 10:54 | Фінали            |

## Результати

### Попередні запливи
Перші три човни з кожного запливу кваліфікувалися до півфіналів, а решта - потрапили до втішного запливу.

#### Заплив 1
| Місце | Доріжка | Веслувальниці                     | Країна              | Час     | Нотатки |
| ----- | ------- | --------------------------------- | ------------------- | ------- | ------- |
| 1     | 3       | Їмк'є Клеверінґ Веронік Местер    | Нідерланди (NED)    | 7:17.81 | Q       |
| 2     | 4       | Каміле Кралікайте Єва Адомавічюте | Литва (LTU)         | 7:22.53 | Q       |
| 3     | 5       | Азья Чайковскі Джессіка Тоеннес   | США (USA)           | 7:25.52 | Q       |
| 4     | 1       | Ядвіга Расмуссен Фіє Удбі Еріхсен | Данія (DEN)         | 7:30.91 | В       |
| 5     | 2       | Кейт Гейнс Алана Шермен           | Нова Зеландія (NZL) | 7:43.56 | В       |

#### Заплив 2
| Місце | Доріжка | Веслувальниці                       | Країна                | Час     | Нотатки |
| ----- | ------- | ----------------------------------- | --------------------- | ------- | ------- |
| 1     | 2       | Йоана Вринчану Роксана Ангел        | Румунія (ROU)         | 7:24.27 | Q       |
| 2     | 4       | Ефрік Кіог Фіона Мурта              | Ірландія (IRL)        | 7:28.22 | Q       |
| 3     | 1       | Радка Новотнікова Павліна Фламікова | Чехія (CZE)           | 7:28.23 | Q       |
| 4     | 3       | Ребекка Едвардс Хлої Брю            | Велика Британія (GBR) | 7:29.70 | В       |

#### Заплив 3
| Місце | Доріжка | Веслувальниці                          | Країна          | Час     | Нотатки |
| ----- | ------- | -------------------------------------- | --------------- | ------- | ------- |
| 1     | 1       | Джессіка Моррісон Аннабель Макінтайр   | Австралія (AUS) | 7:16.58 | Q       |
| 2     | 3       | Евангелія Анастасіаду Крістіна Бурмпу  | Греція (GRE)    | 7:20.49 | Q       |
| 3     | 4       | Меліта Абрагам Антонія Абрагам         | Чилі (CHI)      | 7:23.01 | Q       |
| 4     | 2       | Естер Бріс Саморано Айна Сід Сентельєс | Іспанія (ESP)   | 7:24.09 | В       |

### Втішний заплив
Перші три човни вийшли до півфіналу, четвертий - вибув.
| Місце | Доріжка | Веслувальниці                          | Країна                | Час     | Нотатки |
| ----- | ------- | -------------------------------------- | --------------------- | ------- | ------- |
| 1     | 2       | Ядвіга Расмуссен Фіє Удбі Еріхсен      | Данія (DEN)           | 7:34.57 | Q       |
| 2     | 3       | Естер Бріс Саморано Айна Сід Сентельєс | Іспанія (ESP)         | 7:36.98 | Q       |
| 3     | 4       | Ребекка Едвардс Хлої Брю               | Велика Британія (GBR) | 7:37.11 | Q       |
| 4     | 1       | Кейт Гейнс Алана Шермен                | Нова Зеландія (NZL)   | 7:46.18 |         |

### Півфінали
Перші троє човнів з кожного запливу виходять до фіналу A, решта - до фіналу B 

#### Півфінал A/B 1
| Місце | Доріжка | Веслувальниці                         | Країна                | Час     | Нотатки |
| ----- | ------- | ------------------------------------- | --------------------- | ------- | ------- |
| 1     | 4       | Їмк'є Клеверінґ Веронік Местер        | Нідерланди (NED)      | 7:10.16 | FA      |
| 2     | 3       | Йоана Вринчану Роксана Ангел          | Румунія (ROU)         | 7:14.53 | FA      |
| 3     | 5       | Евангелія Анастасіаду Крістіна Бурмпу | Греція (GRE)          | 7:18.28 | FA      |
| 4     | 6       | Ядвіга Расмуссен Фіє Удбі Еріхсен     | Данія (DEN)           | 7:19.11 | FB      |
| 5     | 1       | Ребекка Едвардс Хлої Брю              | Велика Британія (GBR) | 7:28.76 | FB      |
| 6     | 2       | Радка Новотнікова Павліна Фламікова   | Чехія (CZE)           | 7:33.68 | FB      |

#### Півфінал A/B 2
| Місце | Доріжка | Веслувальниці                          | Країна          | Час     | Нотатки |
| ----- | ------- | -------------------------------------- | --------------- | ------- | ------- |
| 1     | 4       | Джессіка Моррісон Аннабель Макінтайр   | Австралія (AUS) | 7:14.14 | FA      |
| 2     | 6       | Азья Чайковскі Джессіка Тоеннес        | США (USA)       | 7:15.59 | FA      |
| 3     | 3       | Каміле Кралікайте Єва Адомавічюте      | Литва (LTU)     | 7:19.27 | FA      |
| 4     | 2       | Меліта Абрагам Антонія Абрагам         | Чилі (CHI)      | 7:26.82 | FB      |
| 5     | 1       | Естер Бріс Саморано Айна Сід Сентельєс | Іспанія (ESP)   | 7:30.36 | FB      |
| 6     | 5       | Ефрік Кіог Фіона Мурта                 | Ірландія (IRL)  | 7:32.97 | FB      |